# Hans-Hinrich Möller
Hans-Hinrich Möller (* 3. August 1898 in Dresden; † 1974) war ein deutscher Admiralarzt der Kriegsmarine.

## Leben
Hans-Hinrich Möller trat im Juli 1915 als Seeoffizier in die Kaiserliche Marine ein. Bis August 1915 war er zur Ausbildung an der Marineschule und auf der Freya. Anschließend war er als Seekadett bis Januar 1916 auf der Mecklenburg und dann bis April 1916 auf der Pommern. Hier wurde er zum Fähnrich zur See befördert. Bis Kriegsende war er, ab 17. September 1917 als Leutnant zur See, auf der Frankfurt. Zum 5. Dezember 1919 wurde er aus der Marine verabschiedet.
Nach einem Medizinstudium promovierte er 1923 zur Fragestellung Sind die sogenannten Vanillespeisevergiftungen zu den Erregern von Fleischvergiftungen (Enteritisbakterien) in Beziehung zu bringen?
Als Marine-Stabsarzt (Beförderung am 1. Juli 1926) war er 1931 zur Verfügung des Chefs der Marinestation der Ostsee (Kiel) gesetzt und an die Universität Kiel kommandiert. Später war er als Marine-Oberstabsarzt (Beförderung am 1. Oktober 1934) Schiffsarzt auf der Admiral Scheer.
Am 1. Oktober 1937 zum Geschwaderarzt befördert, war er im gleichen Jahr Referent bei der Marinestation der Ostsee und gleichzeitig im Sanitätsamt der Station. Bis Januar 1940 war er im Sanitätsamt Ost und zugleich Arzt des Stationskommandos Ostsee. 1940 wurde er Flottenarzt. Von Februar 1940 bis April 1941 war er Stabsoffizier im Stab des Sanitätsamt Ost. Er war bis September 1943 Inspektionsarzt bei der Inspektion des Bildungswesens der Marine. Von Oktober 1943 war er als Nachfolger von Emil Greul bis Kriegsende Kommandeur der Marineärztlichen Akademie. Am 1. September 1944 wurde er Admiralarzt.